# 81-й избирательный округ (Угерске-Градиште)
81-й избирательный округ (Угерске-Градиште) — избирательный округ Сената Чехии, расположенный на территории южной части района Угерске-Градиште, ограниченной на севере населёнными пунктами Велеград, Ялуби, Гуштеновице, Кнежполе, Мистржице, Поповице, Велетины, Влчнов, Нивнице, Суха Лоз и Бржезова, ограниченный восточной частью района Годонин, ограниченной на западе населёнными пунктами Моравски Писек, Весели-над-Моравоу, Козоидки, Жеравины, Грознова Лгота и Груба Врбка.

## Список представителей округа
| Выборы | Выборы | Сенатор       | Сенатор         | Избирательная партия | Номинирующая партия | Политическая принадлежность | Сайт    |
| ------ | ------ | ------------- | --------------- | -------------------- | ------------------- | --------------------------- | ------- |
|        | 1996   |               | Ярослав Петржик | KDU-ČSL              | KDU-ČSL             | KDU-ČSL                     | Профиль |
| 2002   |        | Йозеф Вацулик | Профиль         | KDU-ČSL              | KDU-ČSL             | KDU-ČSL                     |         |
|        | 2008   |               | Гана Доуповцова | ČSSD                 | ČSSD                | ČSSD                        | Профиль |
|        | 2014   |               | Иво Валента     | Soukromníci          | Soukromníci         | Беспартийный                | Профиль |
|        | 2020   |               | Йозеф Базала    | KDU-ČSL              | KDU-ČSL             | KDU-ČSL                     | Профиль |

## Явка избирателей
|  | Наибольшая явка избирателей |  | Наименьшая явка избирателей |

| Год  | % (1 тур) | % (2 тур) |
| ---- | --------- | --------- |
| 1996 | 36,04     | 25,78     |
| 2002 | 22,68     | 31,89     |
| 2008 | 40,76     | 29,26     |
| 2014 | 46,95     | 21,26     |
| 2020 | 37,69     | 21,85     |